# Carcaliu
Carcaliu es una comuna ubicada en el distrito de Tulcea, Rumania.

## Superficie
Posee una superficie de 28,91 kilómetros cuadrados.

## Demografía
Hasta 2021 la población era de 2136 habitantes, con una densidad de población de 73,88 habitantes por kilómetro cuadrado.